# کالو (ناحیه)
کالو (به آلمانی: Landkreis Calw) یک ناحیه در آلمان است که در کارلسروهه واقع شده‌است. کالو ۱۶۰٬۴۳۰ نفر جمعیت دارد.